# Нижньоаврюзовська сільська рада
Нижньоаврю́зовська сільська рада (рос. Нижнеаврюзовский сельский совет) — муніципальне утворення у складі Альшеєвського району Башкортостану, Росія. Адміністративний центр — село Нижнє Аврюзово.

## Населення
Населення — 931 особа (2019, 1285 в 2010, 1473 в 2002).

## Склад
До складу поселення входять такі населені пункти:
| Населений пункт           | Населення, осіб (2002) | Населення, осіб (2010) |
| ------------------------- | ---------------------- | ---------------------- |
| Аврюзтамак, присілок      | 85                     | 68                     |
| Верхнє Аврюзово, присілок | 124                    | 99                     |
| Мечниково, село           | 537                    | 435                    |
| Нижнє Аврюзово, село      | 727                    | 683                    |